# انتشارات روبر لافون
روبر لافون به (به فرانسوی: Robert Laffont) یکی از مراکز انتشارات کتاب در فرانسه است که در سال ۱۹۴۱ بنا شده است. این مرکز انتشاراتی در بیشتر کشورهای فرانسه زبان وجود دارد،اما مراکز اصلی آن بیشتر در فرانسه ، کانادا ، بلژیک می‌باشد.
انتشارات رابر لافون از سال ۱۹۷۵تا ۲۰۰۷ دائرةالمعارف کید (Quid) رابه طور مرتب هر سال منتشر می‌کرد اما در سال ۲۰۰۸ اعلام کرد به سبب کم شدن میزان فروش از ۴۰۰۰۰۰ به ۱۰۰۰۰۰۰ از انتشار آن خودداری کرده است. رابرت لافون علت کم شدن میزان فروش خود را به منابع آنلاین از جمله ویکی‌پدیا مربوط دانست.